# Rifugio Grohot
Il Rifugio Grohot (in sloveno: Koča na Grohatu pod Raduho) è un rifugio situato nel comune di Solčava in Slovenia, a 1.460 m s.l.m..